# Rye, New Hampshire
Rye är en kommun (town) i Rockingham County i delstaten New Hampshire.  Enligt 2010 års folkräkning hade Rye 5 298 invånare. Orten grundades 1623.